# Дзеженек
Дзеженек (пол. Dzierzenek) — частина села Шинковізна в Польщі, у гміні Осек Бродницького повіту Куявсько-Поморського воєводства.
У 1975—1998 роках село належало до Торунського воєводства.